# Pluvier doré
Pluvialis apricaria
Vous lisez un « bon article » labellisé en 2025.  Il fait partie d'un « bon thème » labellisé en 2025.
Espèce
Synonymes
- Charadrius apricarius (Linné, 1758)
- Pluvialis aurea (Brisson, 1760)
- Charadrius campestris (Nilsson, 1814)
- Pluvialis viridis (Palmer, 1836)
- Pluvialis minor nigroflavus

Statut de conservation UICN

 LC  : Préoccupation mineure
Le Pluvier doré (Pluvialis apricaria) est une espèce paléarctique d'Oiseaux limicoles appartenant à la famille des Charadriidae et au genre Pluvialis. Il niche de l'Islande à la Sibérie et migre en Europe de l'Ouest et dans le bassin méditerranéen pour l'hiver.
C'est un limicole de taille moyenne au plumage changeant selon la saison. Plutôt terne en période hivernale, le dessus du plumage moucheté de doré et de noir et le dessous beige ou blanchâtre finement rayé, il prend en période nuptiale un plumage bien plus contrasté. Il est alors noir de la face au ventre, avec une épaisse ligne blanche sur le front, les côtés du cou et les flancs. Cette partie noire est plus ou moins mêlée de blanc selon les individus, une variation qui était auparavant considérée comme un critère de différenciation entre deux sous-espèces, Pluvialis apricaria apricaria et Pluvialis apricaria altifrons. Cependant, ces variations sont trop aléatoires et les analyses morphométriques montrent qu'il n'existe pas deux sous-espèces bien distinctes.
De toutes les espèces du genre Pluvialis, le Pluvier doré est celui qui a la migration la plus courte : de l'Arctique où il se reproduit, il migre jusqu'en Europe de l'Ouest et du Sud, en Afrique du Nord et rarement jusqu'en Afrique de l'Ouest. Certaines populations des Îles Britanniques n'effectuent que de très courts trajets et sont quasiment sédentaires.
En période hivernale, la majorité des effectifs peuvent être observés au Royaume-Uni, en Irlande et sur la côte atlantique de France, d'Espagne et du Portugal. Il est très souvent vu en compagnie du Vanneau huppé (Vanellus vanellus).
Les couples sont monogames et les deux parents participent à la couvaison. Couvés à même le sol, dans un nid légèrement creusé et garni de végétaux, les œufs éclosent au bout de 28 à 31 jours, puis les petits prennent leur envol entre 25 et 33 jours.
Bien qu'il soit affecté par la modification de son habitat due à l'afforestation, au drainage agricole et au changement climatique, le Pluvier doré est largement répandu en Europe et n'est pas menacé. L'Union internationale pour la conservation de la nature le considère comme une espèce de préoccupation mineure. Il est chassé dans plusieurs pays d'Europe.

## Taxonomie

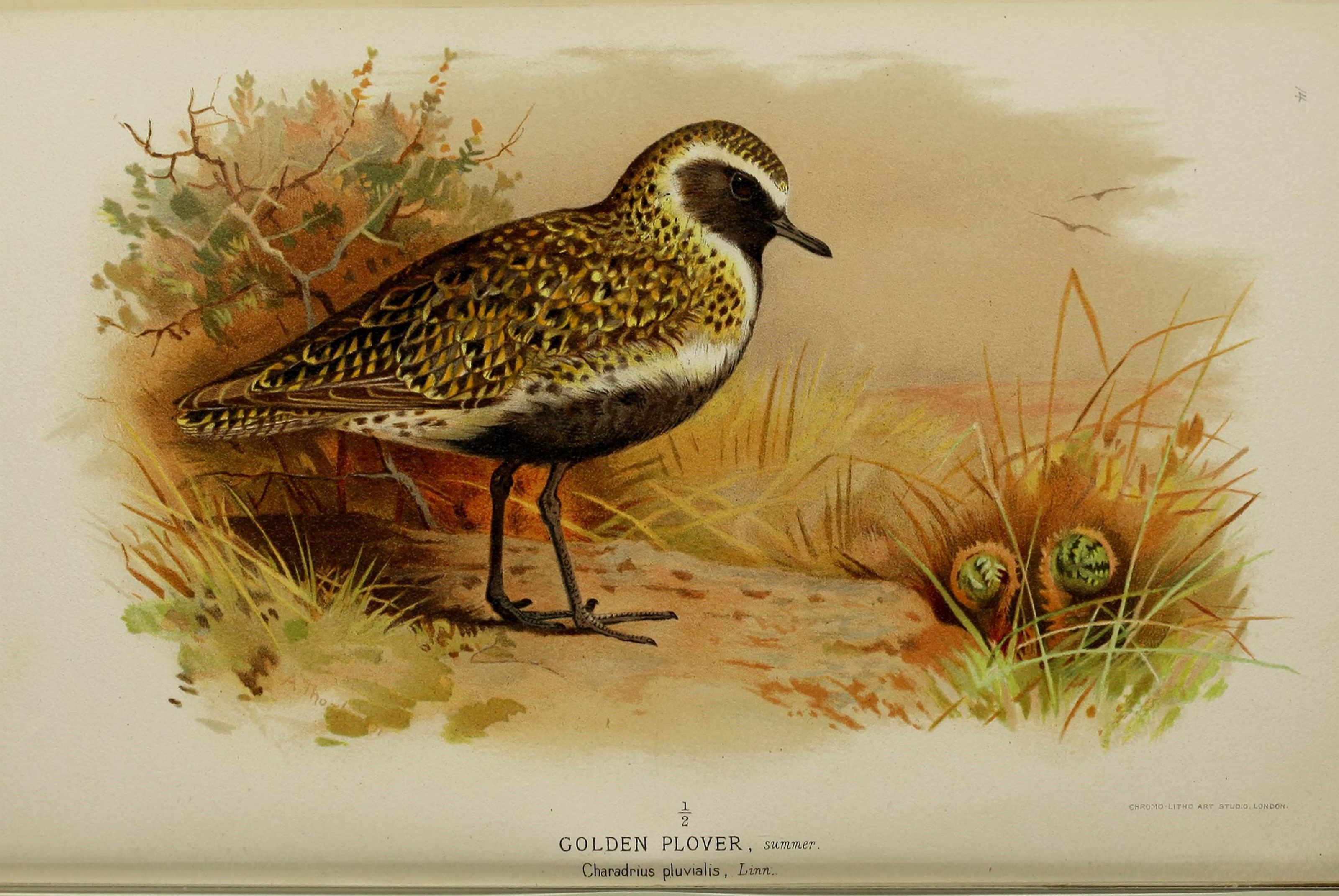
Illustration de la fin du XIXe siècle représentant un Pluvier doré.

Le Pluvier doré fait partie du genre Pluvialis, qui compte trois autres espèces : le Pluvier argenté (Pluvialis squatarola), le Pluvier bronzé (Pluvialis dominica) et le Pluvier fauve (Pluvialis fulva). Son nom binominal est composé de Pluvialis, qui fait référence à la pluie, et apricaria, terme latin qui signifie « ensoleillé » ou « doré au soleil ».
Il est décrit par Carl von Linné en 1758 dans son ouvrage Systema naturae, sous le nom Charadrius apricarius. Il a eu pour autres noms scientifiques Charadrius pluvialis, Pluvialis viridis (Palmer, 1836), Charadrius campestris (Nilsson, 1814) et Pluvialis minor nigroflavus,,. L'ornithologue Mathurin Jacques Brisson le place dans le genre Pluvialis, qu'il crée en 1760, sous le nom Pluvialis aurea (Brisson 1760),.
Son ancien nom en suédois est Regnpipare, ce qui signifie littéralement « qui appelle la pluie ». Linné écrit dans ses notes : « ils sont appelés Regnpipare parce qu'ils se regroupent et chantent avant la pluie »,.

### Sous-espèces
Traditionnellement, deux sous-espèces étaient distinguées et le sont toujours dans les listes de référence de Birdlife International (version 2024), The Clements Checklist of Birds of the World (version 2024), Howard and Moore Complete Checklist of the Birds of the World (sixième édition, 2013) et le Handbook of the Birds of the World,, :
- Pluvialis apricaria apricaria, qui se reproduit dans les îles Britanniques, aux Pays-Bas, en Allemagne, au Danemark, au sud de la Scandinavie et des pays baltes ;
- Pluvialis apricaria altifrons (Brehm, 1831), qui se reproduit à l'est du Groenland, en Islande, dans les îles Féroé, au nord de la Scandinavie, au nord-ouest de la Russie et à l'ouest de la Sibérie.

Néanmoins, ces sous-espèces ne sont pas reconnues par l'Union internationale des ornithologues dans sa classification de référence (version 15.1, 2025). La distinction entre ces sous-espèces se base sur des différences dans le plumage et la chronologie de la mue, mais les analyses morphométriques montrent des variations géographiques trop aléatoires et que ce critère ne permet pas de distinguer deux populations,.

## Description

### Dimensions et plumage
Le Pluvier doré est un limicole de taille moyenne, qui mesure entre 23 et 29 cm de long pour un poids compris entre 160 et 280 g et une envergure de 54 à 60 cm. L'aile mesure environ 18 à 19 cm, le tarse 4 cm, la queue 7 cm et le bec entre 2 et 2,5 cm,,. Les femelles sont généralement légèrement plus lourdes que les mâles. Le bec et les pattes sont noirs.
Le Pluvier doré présente un plumage très différent selon la saison. Le plumage nuptial, entre mai et juillet, est noir sur le dessous, de la face au ventre, avec des variations selon les individus, dont certains ont la face et le cou mouchetés de clair. Au-dessus, sur le sommet de la tête, le dos et les ailes, le plumage est sombre et moucheté de taches dorées. Un trait blanc part du sourcil jusqu'aux flancs, séparant le dessus et le dessous. Ce trait est plus visible chez le mâle que chez la femelle,. La distinction des mâles et des femelles est très difficile si les deux individus d'un même couple ne sont pas comparés en même temps. Les femelles ont le dessous un peu moins noir, avec un mélange de plumes brunes ou blanches.
Entre juillet et fin septembre, une mue laisse apparaître le plumage internuptial, beaucoup moins contrasté : le dos est moucheté de brun sombre, de noir et de doré, assez similaire au plumage nuptial, mais le dessous est clair, beige ou gris-brun, avec de fines rayures sur la poitrine et le cou. Le ventre est blanchâtre,. En vol, le dessous apparaît clair. Au-dessus, les rémiges marron foncé ont un fin liseré clair. Le croupion et le dessous de la queue sont blanchâtres, légèrement marqués de chevrons brun clair,.
On observe des variations de plumage selon les zones géographiques, qui définissaient auparavant les sous-espèces P. a. apricaria au sud et P. a. altifrons au nord. Au sud de son aire de nidification, du centre de la Scandinavie à l'Estonie, le Pluvier bronzé a généralement la face et le cou moins noirs. Les femelles peuvent avoir la gorge et les côtés du cou blancs. Plus au nord, de l'Islande à la Russie, la face est plus noire. Il existe cependant des individus au plumage intermédiaire entre ces deux formes, qui sont elles-mêmes variables selon les années et les localités,.
Les juvéniles ont un plumage très semblable au plumage internuptial, avec des mouchetures plus fines et ternes. Les plumes du ventre et des flancs ont une fine barre terminale noire, et les plumes de la poitrine et des ailes ont un triangle sombre à la pointe. En premier plumage nuptial, le dessous peut être moins uniformément noir que chez les individus plus âgés, avec le noir restreint à la pointe des plumes.

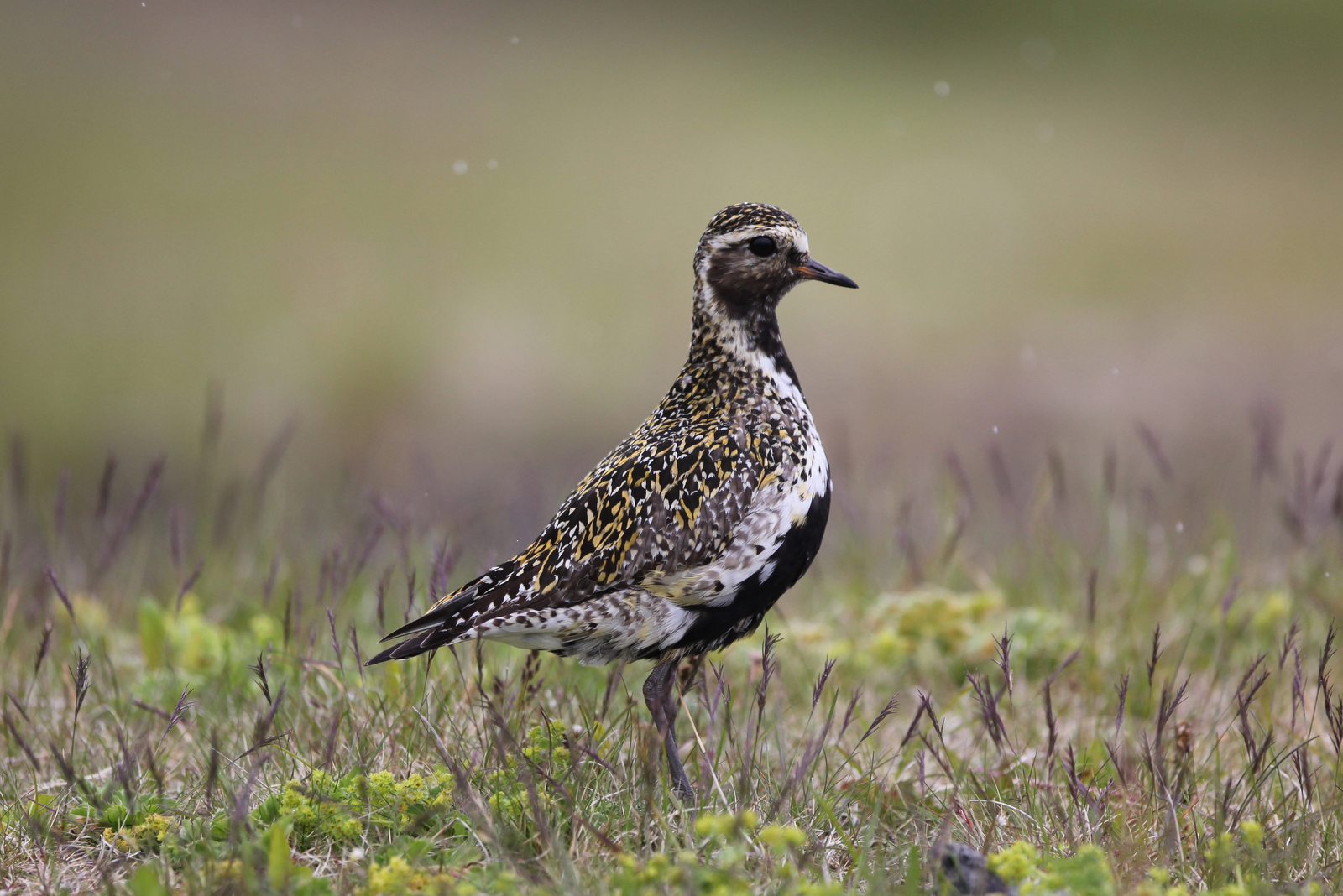
En plumage nuptial (Islande). Selon les individus, la face noire est plus ou moins mêlée de plumes claires. Le dos est moucheté de doré.
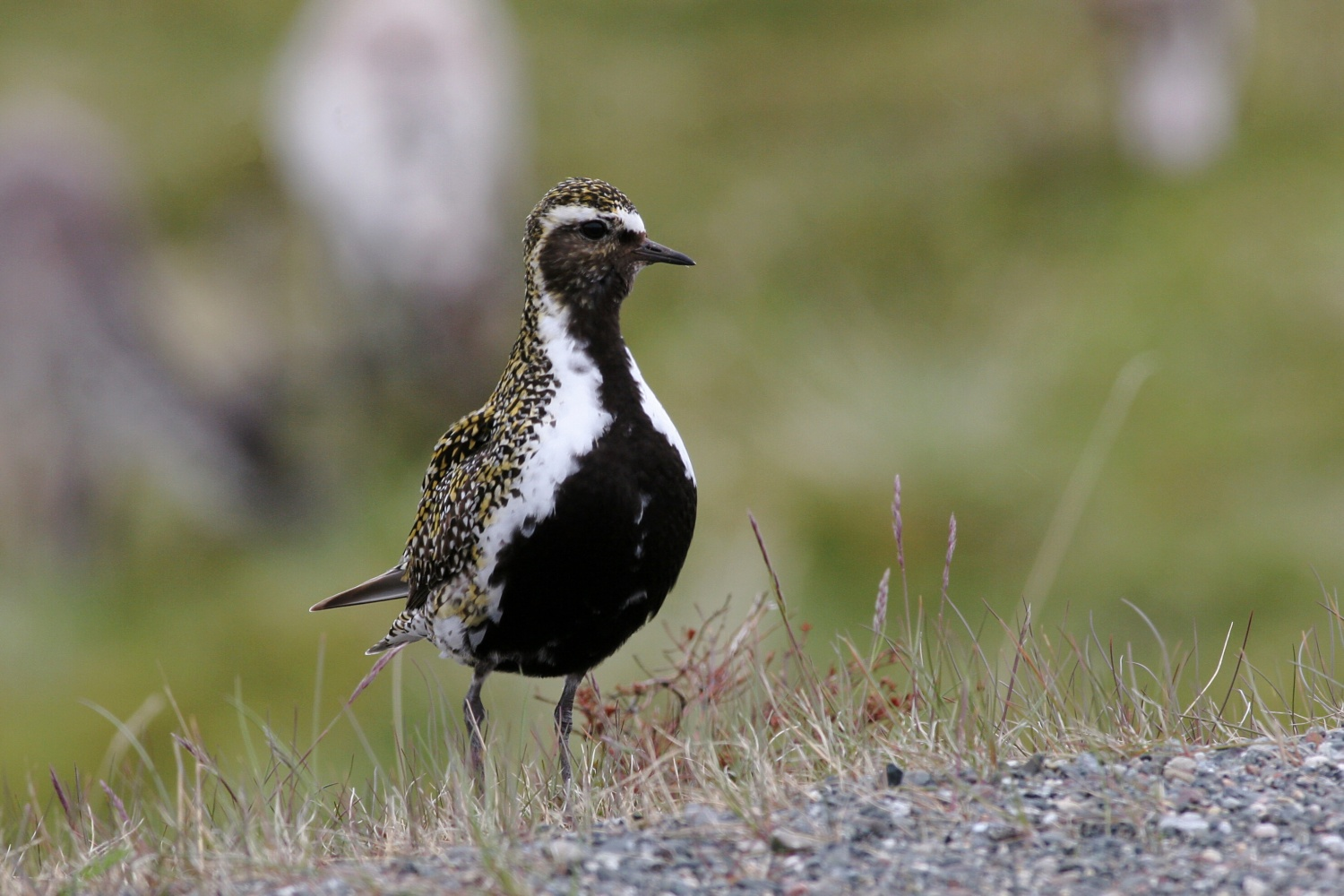
En plumage nuptial (Norvège). Une bande blanche sépare le dessus et le dessous du plumage, du front jusqu'aux flancs.
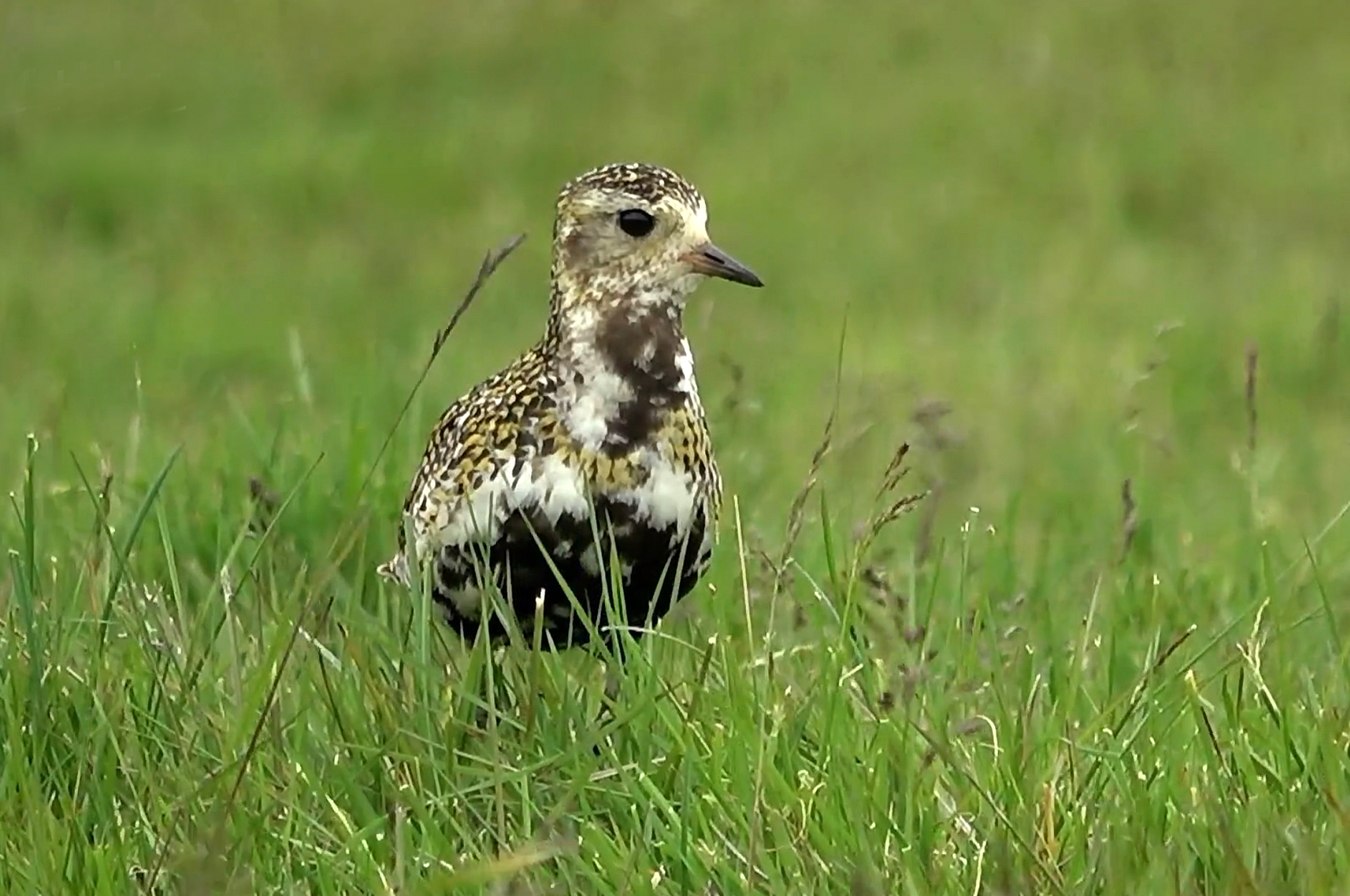
En période de mue (photographie prise en mai), les plumes noires et claires se mélangent sur le dessous du corps.
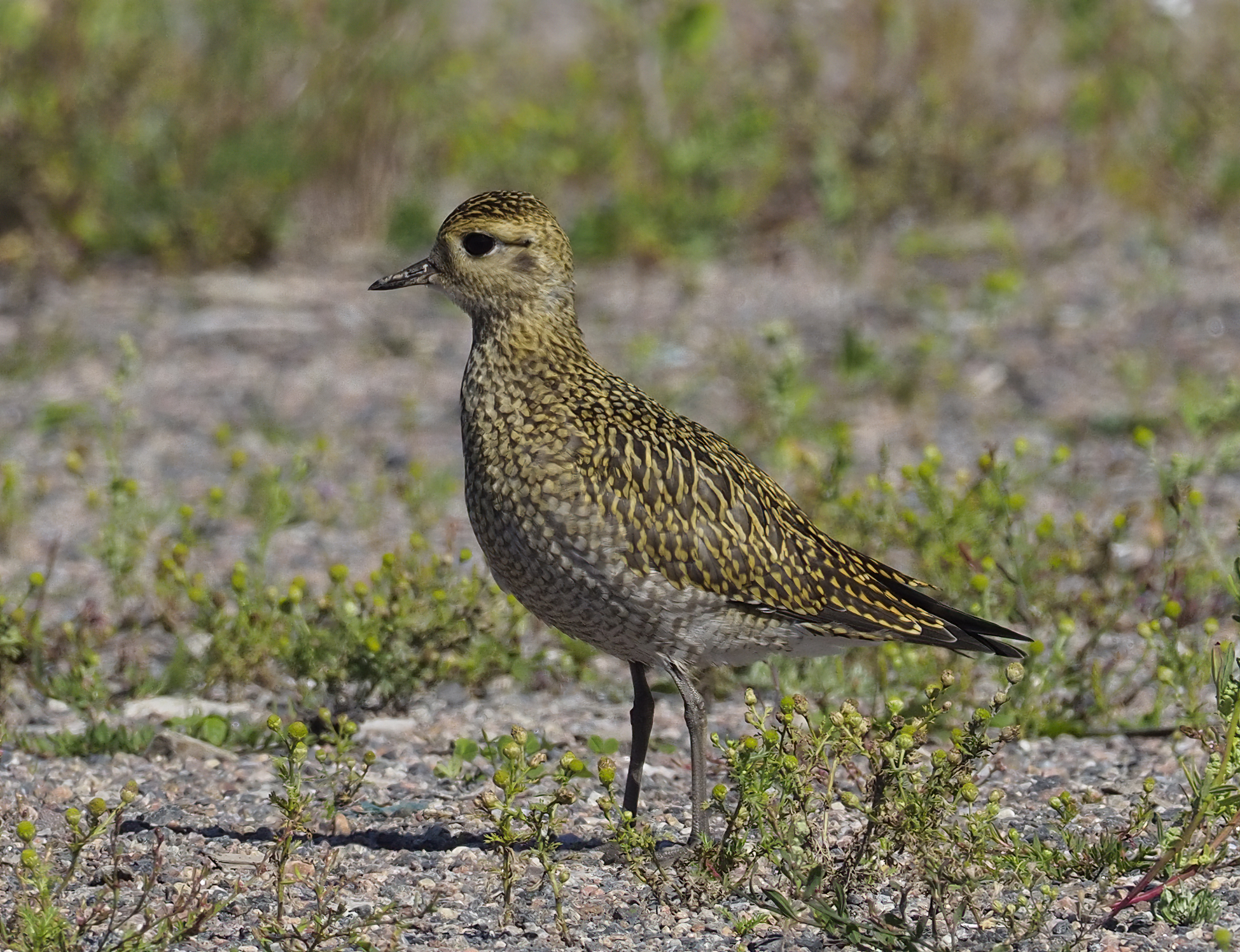
En plumage hivernal (Oulu, Finlande). Le dos est semblable au plumage nuptial, mais le dessous est gris ou beige, strié de noir.

### Voix
Le chant le plus fréquent est un sifflement flûté et traînant : tuh… puh… ou huih… pluih… Le Chevalier gambette (Tringa totanus) émet un cri similaire, mais plus énergique. En période de reproduction, les Pluviers dorés émettent des cris longs en deux syllabes, de tonalité mélancolique, avec la deuxième syllabe plus longue et plus haute que la première : tloû ou tirr-piou. Ils émettent aussi des chants en trille, qu'on peut entendre en France à la fin de la période d'hivernage. En hiver ou lors des migrations, les groupes de Pluviers dorés en vol émettent des cris flûtés isolés, parfois répétés,.

### Espèces ressemblantes

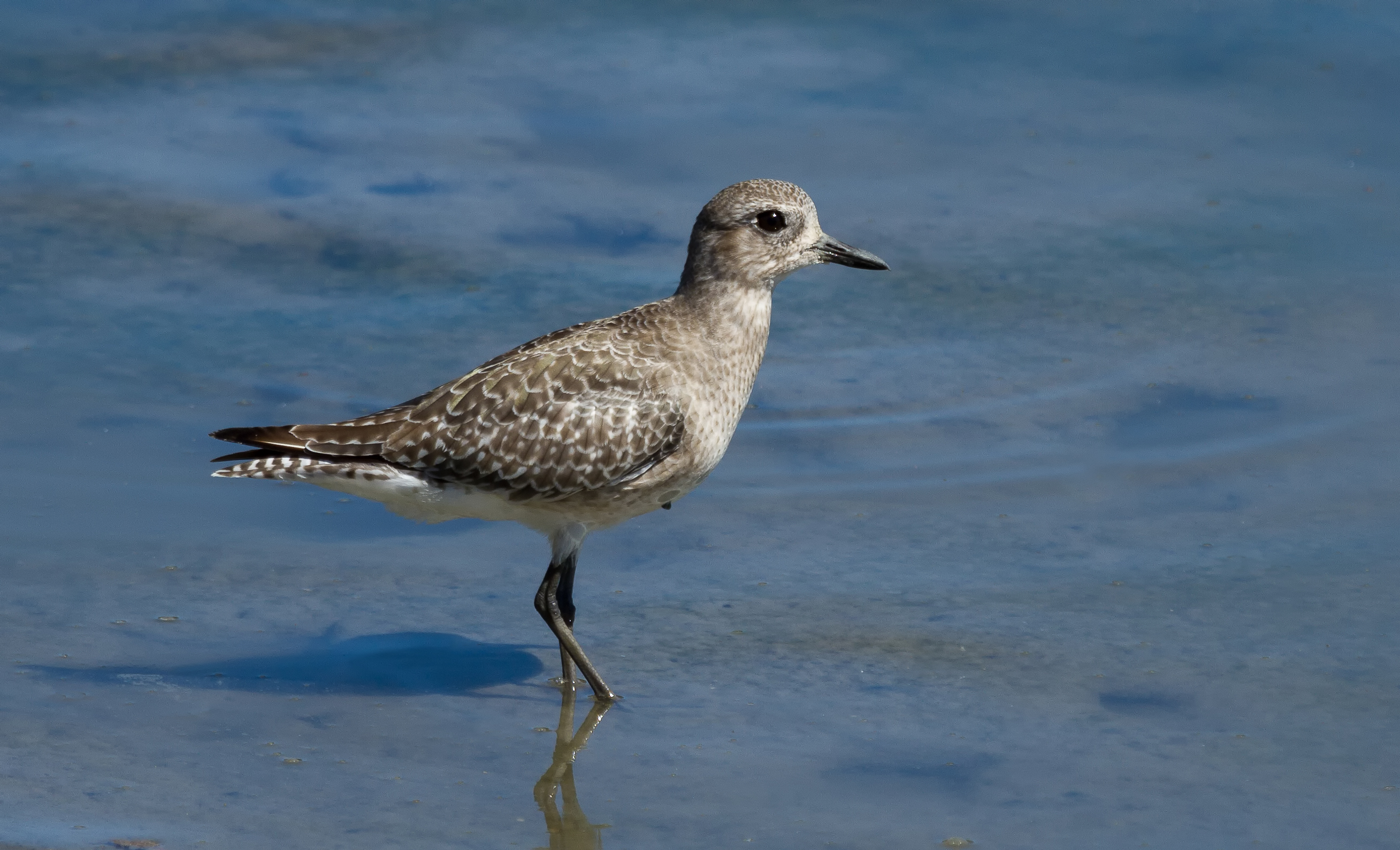
Un Pluvier argenté en plumage hivernal. Cette espèce est plus grande et trapue, sans mouchetures dorées, et porte une tache noire visible quand les ailes sont déployées.

Dans son aire de répartition, le Pluvier doré ne peut être confondu qu'avec le Pluvier argenté (Pluvialis squatarola), mais ce dernier est plus gros, plus gris, et porte une tache noire caractéristique sous l'aile. Le Pluvier argenté n'a pas de mouchetures dorées sur les ailes comme le Pluvier doré, qui est aussi plus fin, avec un bec plus court,.

## Distribution et habitat

### Migration

Carte de répartition du Pluvier doré.
Aire d'hivernage
Présence à l'année
Aire de nidification

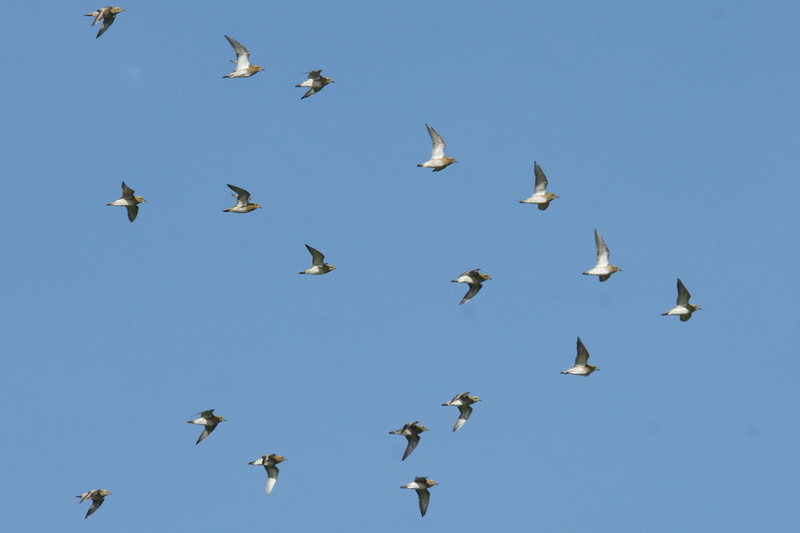
Un groupe de Pluviers dorés en vol.

Le Pluvier doré est un oiseau paléarctique, essentiellement du Paléarctique occidental, où hivernent ses populations, jusque dans le bassin méditerranéen, ainsi qu'en Afrique de l'Ouest pour de rares individus.
Dans le genre Pluvialis, le Pluvier doré est l'espèce qui niche le plus au sud et qui effectue la migration la plus courte. Les individus des îles Britanniques sont partiellement migrateurs et n'effectuent que de petits trajets. Ceux qui se reproduisent dans l'Arctique n'y restent que quelques mois et rejoignent leur aire d'hivernage parfois dès juillet mais plus souvent en septembre. Ils effectuent des haltes migratoires qui peuvent rassembler des milliers d'individus, notamment en mer des Wadden. La migration vers le nord démarre à la mi-février. Les Pluviers dorés forment des essaims variables, parfois en V ou en ligne, voire en groupes désordonnés. Ils peuvent atteindre la vitesse de 96 km/h. Les vagues de froid peuvent provoquer des déplacements massifs et perturber la migration. On observe alors des reflux de migrateurs qui reviennent sur les sites côtiers plus au sud, moins sujets au gel, afin de se nourrir,,,.

### Aires de nidification

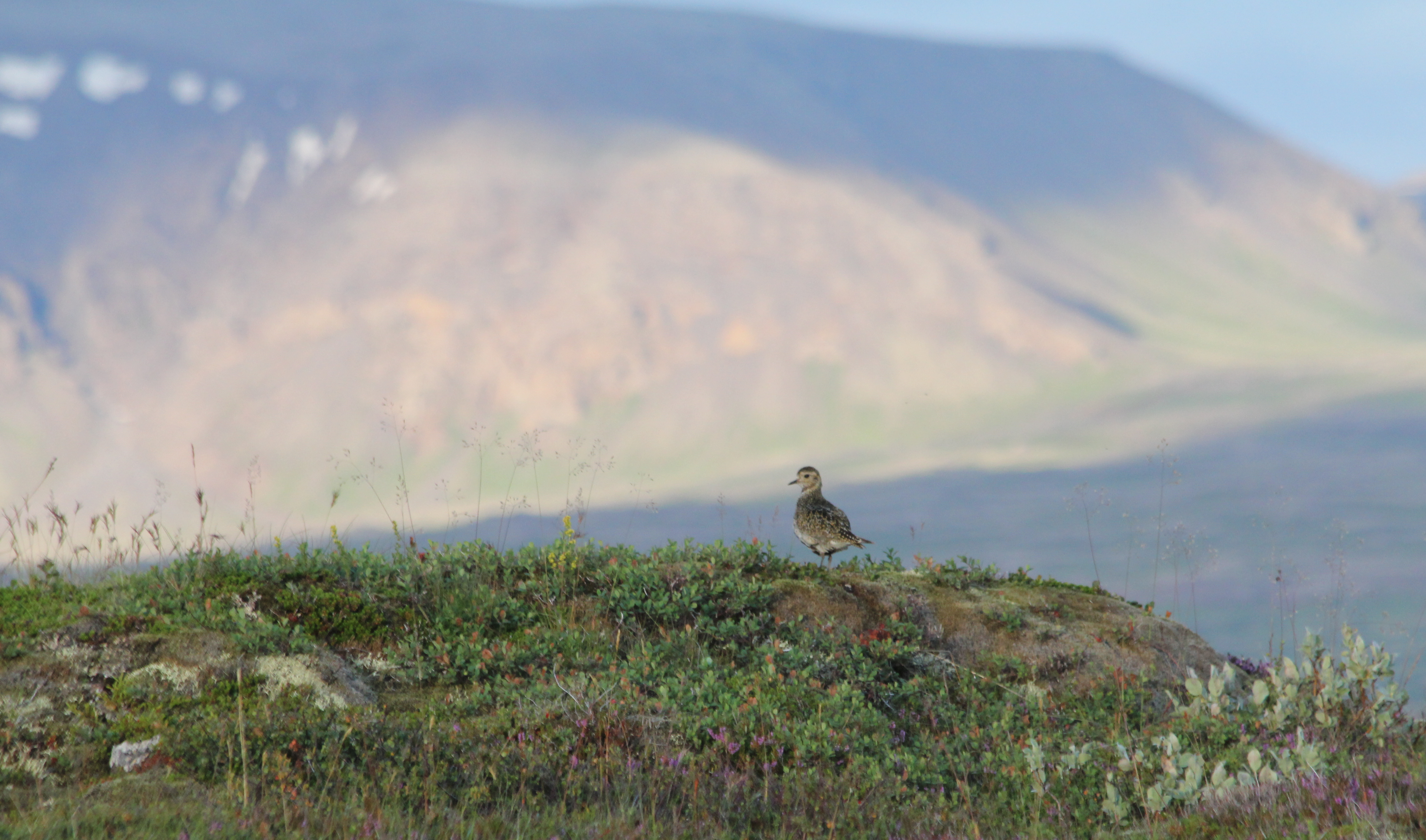
Un Pluvier doré photographié en Islande, dans son aire de reproduction.

Le Pluvier doré se reproduit dans le nord de l'Europe, de l'Islande à la Sibérie en passant par les îles Britanniques, l'Écosse, la Scandinavie, les îles Féroé et les pays baltes. Il existe quelques rares cas de reproduction en Haute Belgique, au Danemark et en Allemagne. Son aire de reproduction s'étendait anciennement plus au sud, en Belgique, aux Pays-Bas, dans le sud de l'Irlande et de l'Angleterre, mais ces régions ne sont plus utilisées aujourd'hui ou de façon relictuelle, probablement à cause du réchauffement climatique et de la transformation de son habitat par l'afforestation et le drainage agricole,.
Il niche de préférence dans la toundra ou les tourbières, mais peut aussi s'installer dans des sites alpins à végétation rase, des brandes, des hummocks, des marais ou des zones humides où le lichen et les sphaignes sont abondants. Il préfère les zones de végétation rase, notamment celles entretenues par écobuage,,. Il niche aussi bien sur des reliefs qu'en plaine.

### Aires d'hivernage

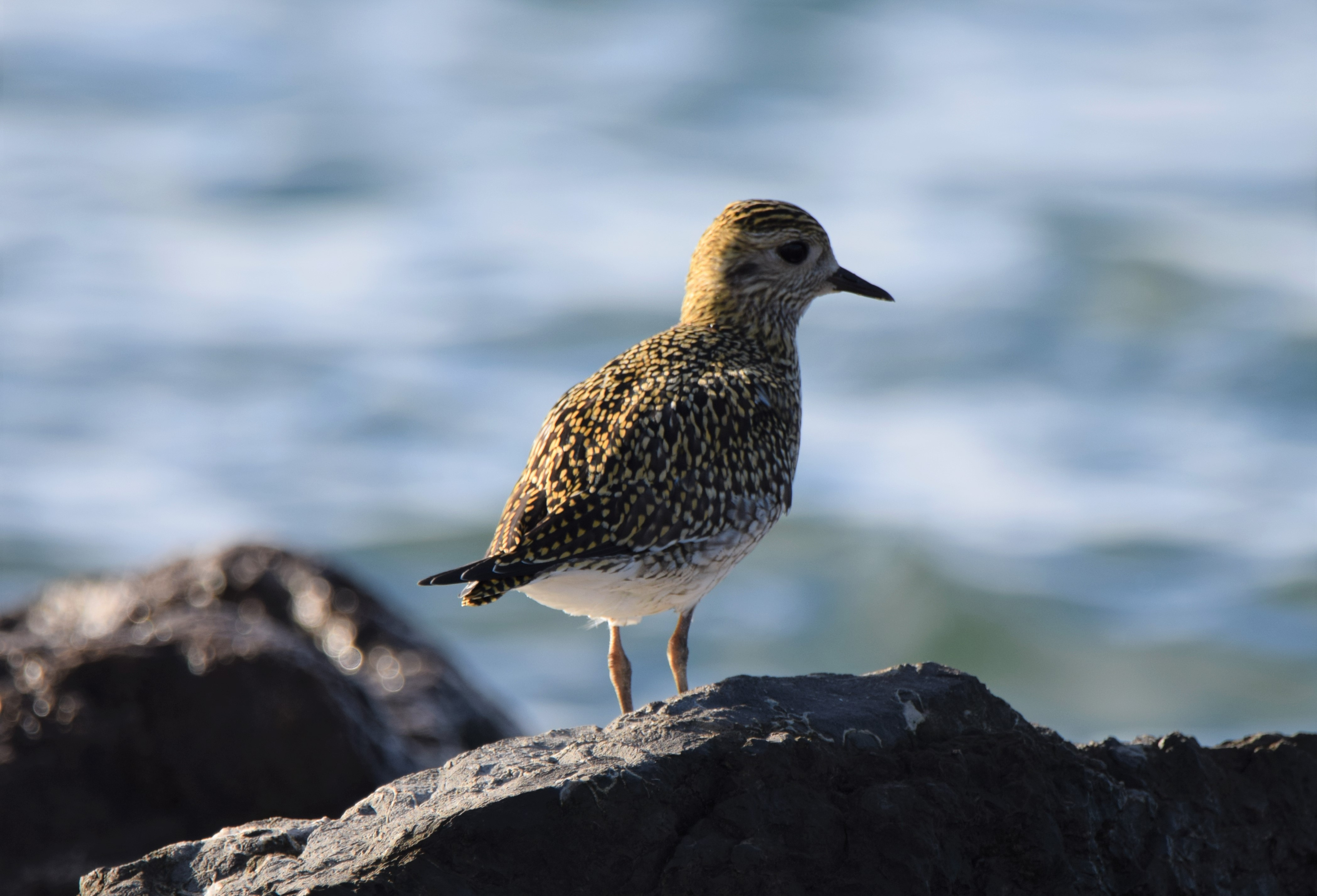
Un Pluvier doré au bord de l'eau, en Espagne.

Il hiverne principalement en Europe de l'Ouest et dans le bassin méditerranéen, jusqu'en Afrique de l'Ouest pour les plus grands migrateurs. Les zones humides du Royaume-Uni et d'Irlande comptent les plus gros effectifs, ainsi que les régions agricoles d'Espagne, du Portugal et de France,. En France, qui peut accueillir la moitié de la population hivernante d'Europe, il est surtout présent dans la moitié ouest, sur les côtes de l'Atlantique et de la Manche, avec plusieurs milliers d'individus dénombrés dans la baie de Goulven, la réserve naturelle nationale de Moëze-Oléron, la baie de l'Aiguillon, la Pointe d'Arçay et le littoral picard. D'après certains auteurs anciens, sa zone d'hivernage principale au XIXe et au début du XXe siècle était le bassin méditerranéen, alors qu'on l'observe aujourd'hui en plus grand nombre dans le nord-ouest de la France, où il n'était anciennement que passager. Ces changements pourraient être dus à la fois au réchauffement climatique et au développement des cultures de blé d'hiver dans ses nouvelles aires d'hivernage.
Son habitat hivernal est constitué d'espaces très ouverts à végétation rase : grandes plaines cultivées, prairies, polders, marais côtiers, estuaires et vasières. Il est plus souvent vu dans les cultures, où il est présent de jour, que dans les prairies, où il est actif de nuit,,,. On l'observe surtout dans des champs plantés de céréales d'hiver, ou des champs de betterave après récolte, notamment après épandage de fumier. Il semble préférer une terre meuble où les vers de terre sont faciles à attraper,.

## Comportement

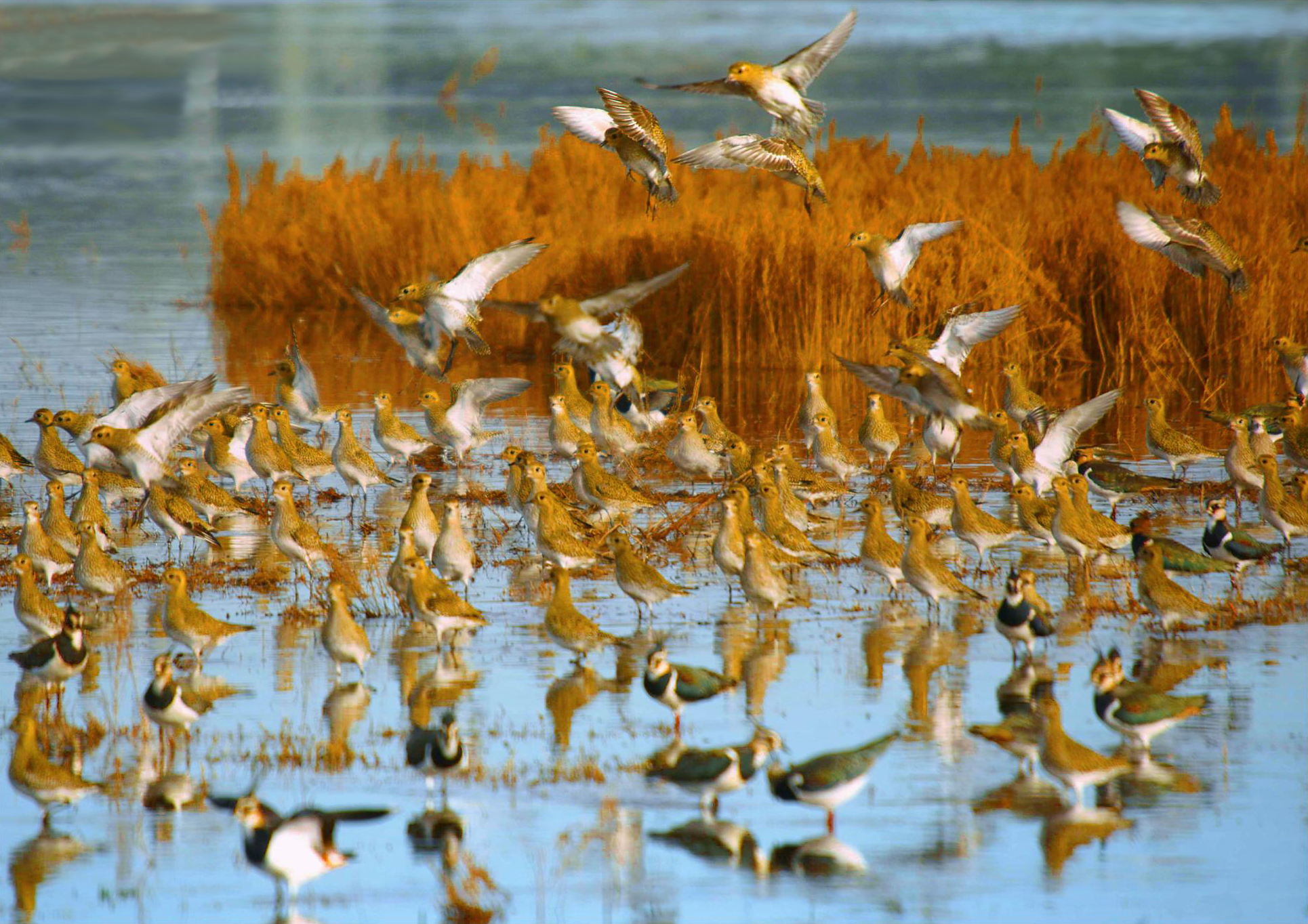
En hivernage, le Pluvier doré est très fréquemment associé au Vanneau huppé (Vanellus vanellus).

En hiver, le Pluvier doré forme des groupes associés à d'autres espèces, principalement des Vanneaux huppés (Vanellus vanellus), mais aussi des Pluviers argentés (Pluvialis squatarola), des barges, des Combattants variés (Calidris pugnax), des Étourneaux sansonnets (Sturnus vulgaris), des Pigeons ramiers (Columba palumbus) et des Mouettes rieuses (Chroicocephalus ridibundus),,. Dans la région de Manchester, des Pluviers dorés et des Vanneaux huppés se regroupent sur les toits des bâtiments pour se reposer en journée, peut-être pour profiter de la chaleur.

### Alimentation

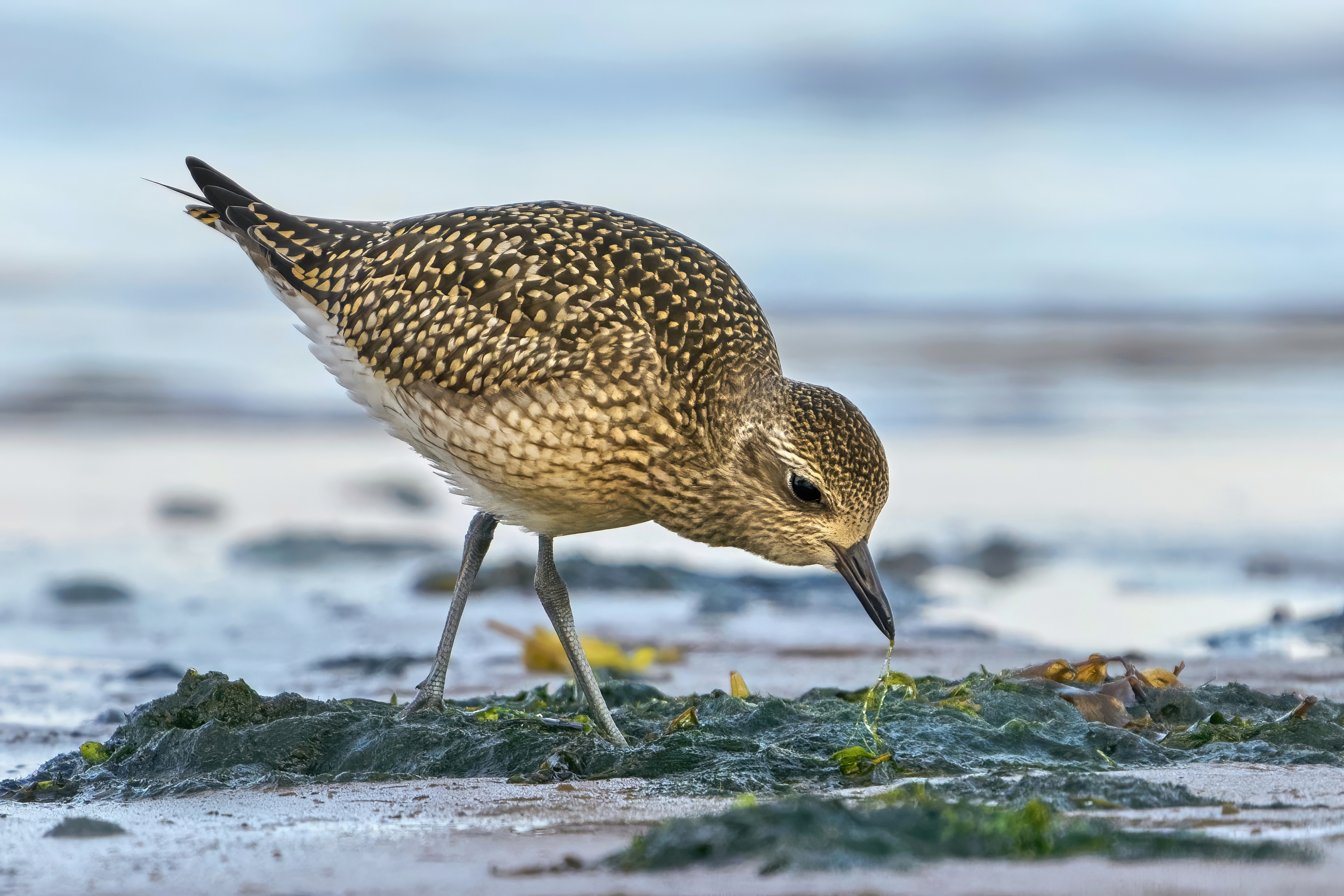
En chasse, le Pluvier doré fait des petites courses rapides, s'arrête pour scruter le sol et extirper une proie, puis reprend sa course.

Le Pluvier doré est omnivore : il consomme des invertébrés, principalement des larves ou des adultes de Carabidés, des larves de Lépidoptères, des locustes et des sauterelles, ainsi que des lombrics, des araignées, des mille-pattes, des escargots, des mollusques — Macoma balthica — et des vers polychètes — Hediste diversicolor, Scolelepis squamata (en). Il se nourrit aussi de végétaux comme des baies — Camarine, Airelles —, des graines et des jeunes pousses. Il attrape ses proies plutôt à la surface du sol ou à 1 ou 2 cm de profondeur,,. Son régime varie grandement selon la saison et la zone où il se trouve : à son retour en Arctique il mange préférentiellement des baies, sucrées et pauvres en protéines, tandis que pendant l'automne et l'hiver, il mange principalement des escargots et des vers.
Il se nourrit généralement en petits groupes, mais certains rassemblements peuvent compter des milliers d'individus,. Bien qu'on l'ait cru uniquement diurne, le Pluvier doré se nourrit aussi la nuit, notamment en période de reproduction ou sur les côtes, en compagnie de Pluviers argentés qui suivent comme lui les marées,. Comme les autres espèces du genre Pluvialis, il chasse de manière saccadée : il s'avance à petits pas rapides, s'arrête pour scruter le sol, picore puis recommence à marcher. Il utilise la vue et l'ouïe pour repérer ses proies. Lorsque les Pluviers dorés se préparent à la reproduction, ils peuvent se montrer agressifs lors de leur recherche de nourriture, notamment envers les Pluviers guignards (Charadrius morinellus).

### Reproduction
Le Pluvier doré arrive dans son aire de reproduction entre avril pour les régions les plus au sud et début mai pour le nord, voire jusqu'en juin pour les nicheurs de Sibérie. La parade nuptiale se compose de vols spéciaux et de chants effectués par les mâles,. Une description de cette parade en Islande, fin mai à Hjalteyri, est évoquée dans un ouvrage de Hantzsch : « Notre mâle de Pluvier doré s'élève dans le ciel joyeusement, lui aussi. Il met toute son âme dans le gai tu-tu-tudíou-tidui-tudui, qu'il répète une centaine de fois et qu'il termine de temps en temps par une longue roulade mélodieuse. En même temps, l'Oiseau décrit de beaux cercles dans le ciel, bat des ailes souvent lentement et régulièrement, plane par moments, se met tout à coup à agiter les ailes rapidement, lance des trilles et descend finalement verticalement vers le sol ».
L'espèce est surtout monogame, même si quelques cas de polygynie ou de polyandrie ont pu être observés. Pendant toute la période de reproduction, le mâle effectue des vols acrobatiques, jusqu'à 200 m du sol, accompagnés de trilles, principalement quand un Pluvier étranger s'approche de son nid. La violence entre individus est rare, mais les Pluviers dorés peuvent simuler des attaques, exhiber leur plastron ou faire des duels vocaux pour impressionner un intrus proche du nid.
Le nid est une coupe légèrement creusée au sol, dans une touffe de végétation de moins de 15 cm ou entre des pierres, et garnie de mousses et de débris végétaux pour former une couche isolante,,,. L'espèce est solitaire en période de reproduction mais les nids peuvent n'être distants que de quelques centaines de mètres dans les zones à forte densité. Il y a généralement quatre œufs, parfois trois et plus rarement deux ou cinq, assez ternes et très tachetés de marron, qui sont pondus entre avril et juin selon la latitude,,.
L'incubation est effectuée par les deux parents et dure 28 à 31 jours. Les poussins après l'éclosion ont un plumage qui leur permet de se camoufler dans la végétation. Si un intrus s'approche du nid, ils se plaquent au sol tandis que les parents rôdent, avec le dos voûté et les ailes traînantes. Les poussins sont nidifuges et prennent leur envol entre 25 et 33 jours, un peu avant d'avoir atteint leur taille adulte,. Les adultes quittent généralement l'aire de reproduction avant les jeunes, entre juillet et août. La maturité sexuelle est atteinte à un ou deux ans,,.
L'échec de reproduction est assez élevé et représente 38 % des nids. L'abondance de moustiques du genre Tipula, proie principale des juvéniles, semble corrélée à la réussite de la reproduction. Des espèces prédatrices peuvent détruire les couvées, principalement les corneilles et les goélands, ainsi que les labbes dans certaines régions, les chiens, les renards et les Hermines (Mustela erminea). Dans les îles à l'ouest de l'Écosse, le Hérisson d'Europe (Erinaceus europaeus), espèce introduite, est aussi un prédateur des couvées.
Une génération dure environ 4 ans et demi ou 5 ans et l'âge maximum connu est de 17 ans,.

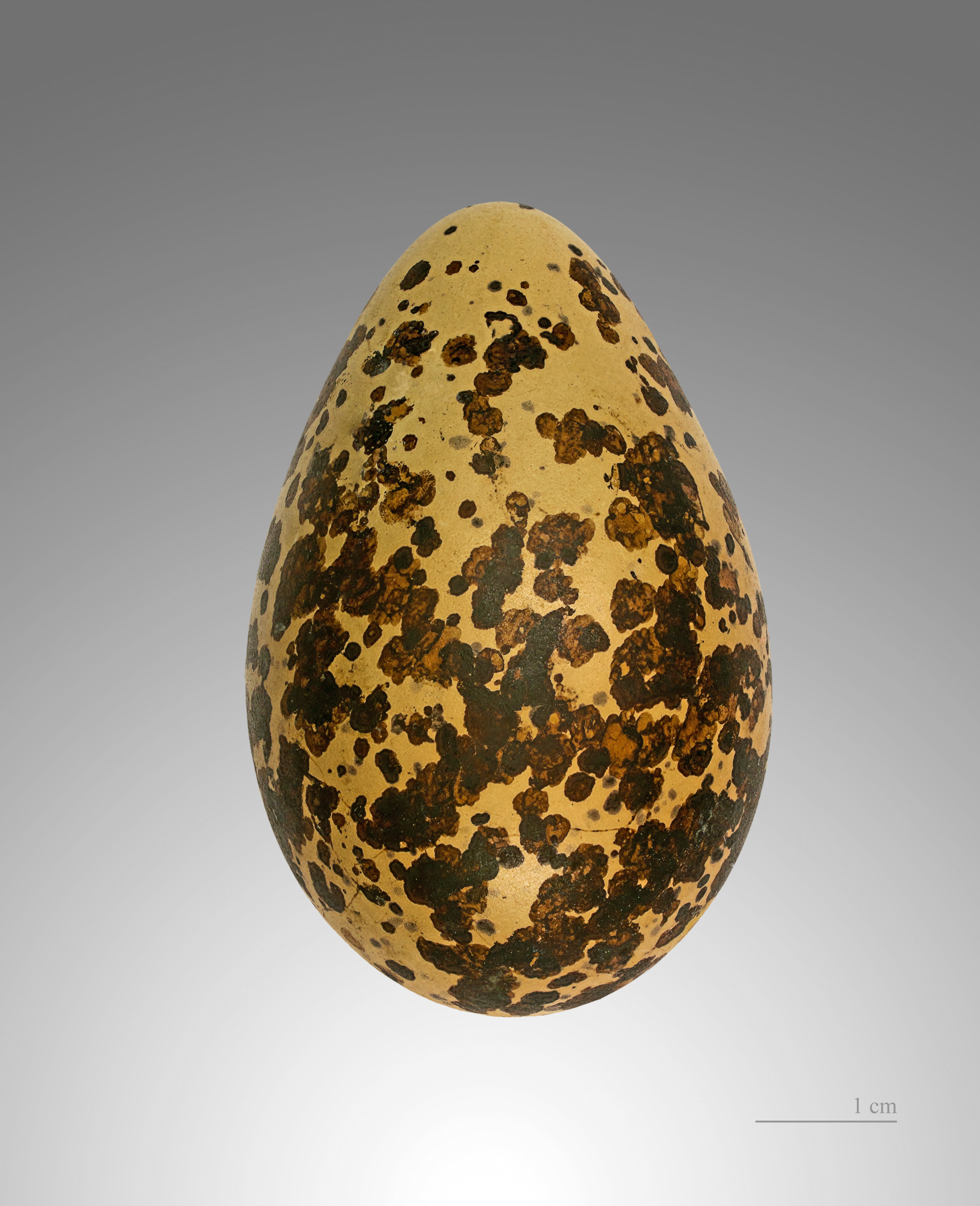
Un œuf de Pluvier doré conservé au muséum de Toulouse.
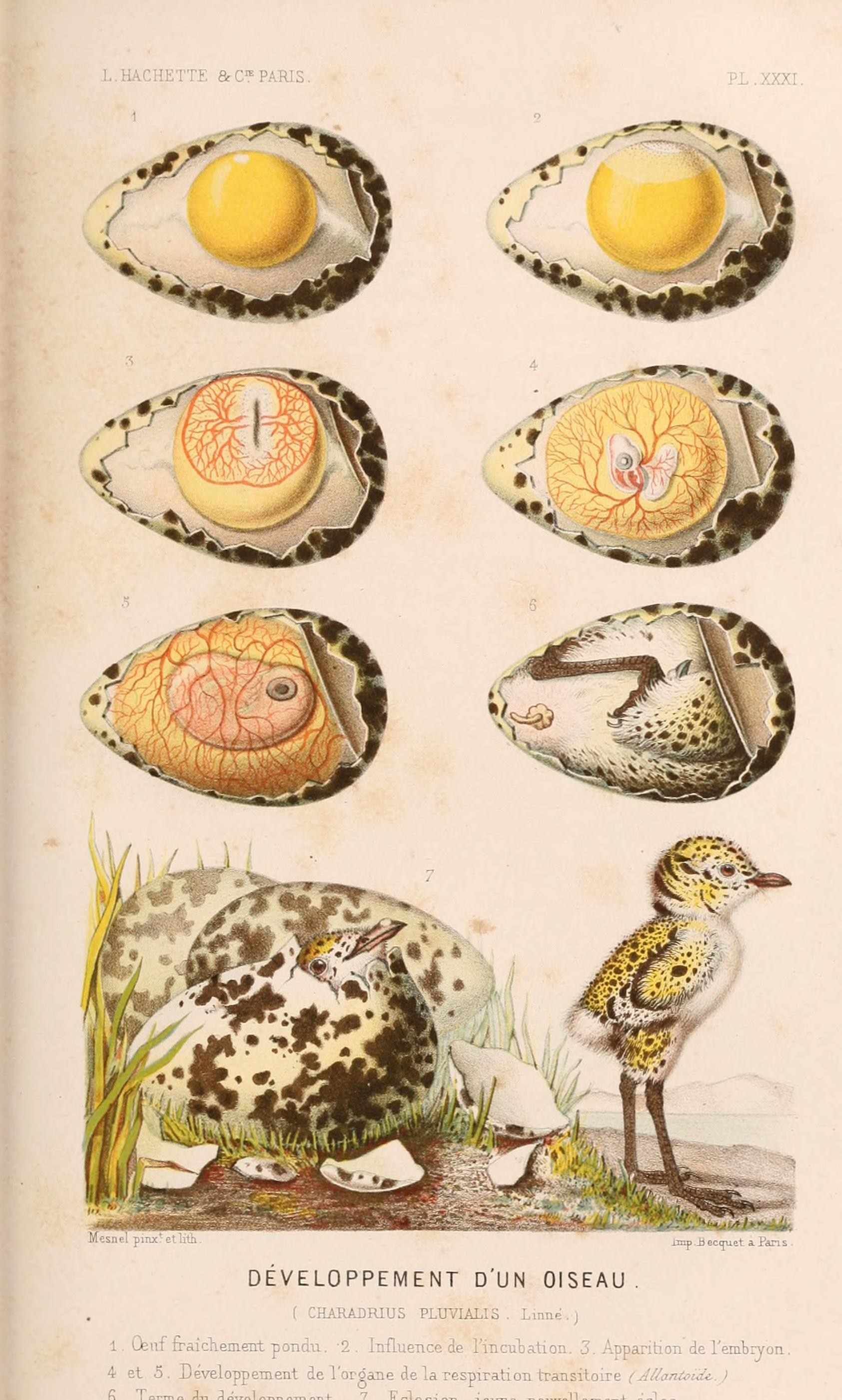
Illustration de la formation du poussin dans son œuf par Alfred Moquin-Tandon, dans Le monde de la mer (1866).
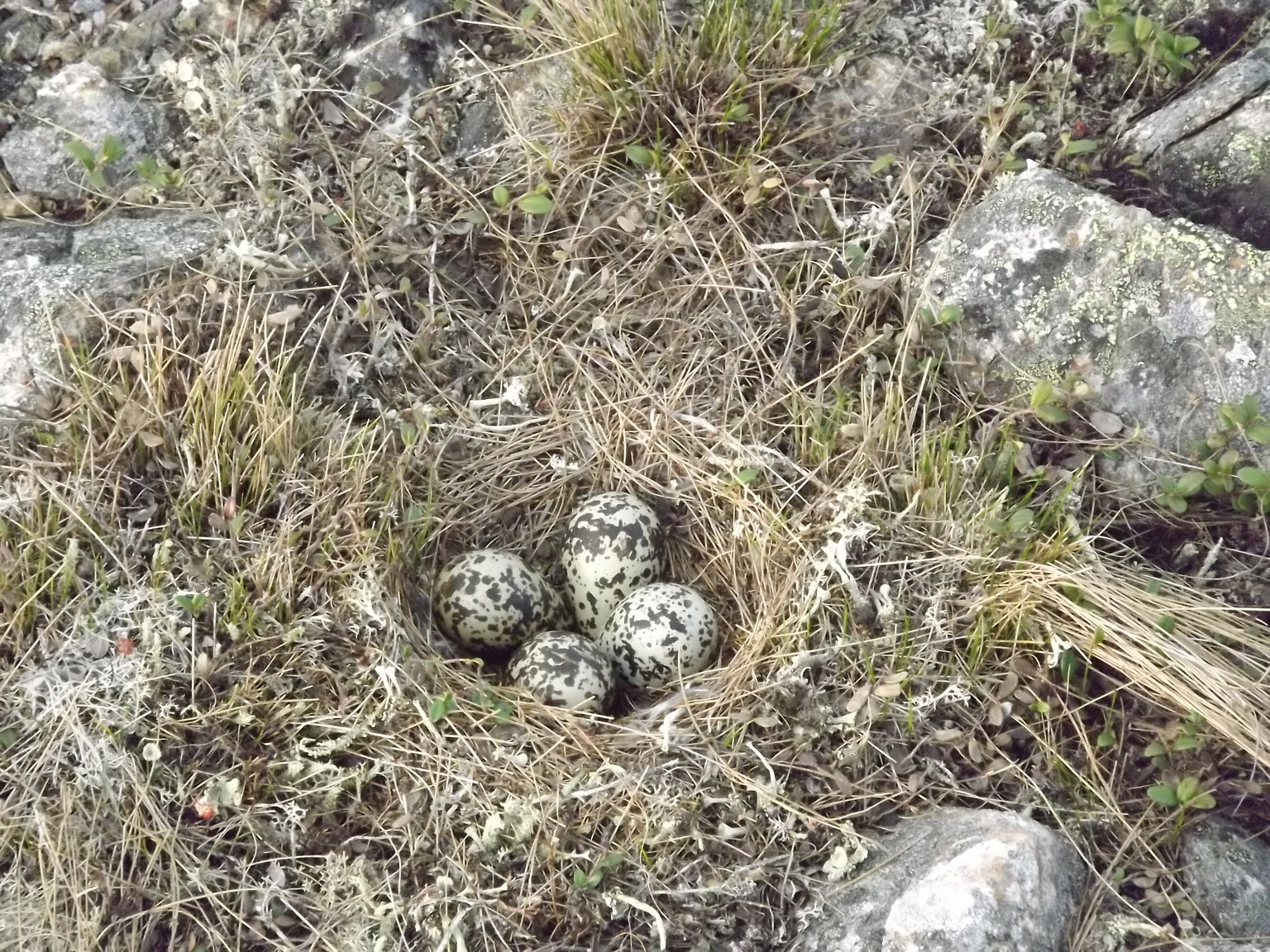
Un nid au parc national Urho Kekkonen, en Laponie.

## Effectifs, menaces et conservation

### Effectifs
En 2012, la population nicheuse était estimée entre 460 000 et 740 000 couples, distribués entre l'Islande (250 000-310 000 couples), la Norvège (50 000-100 000), la Russie (24 000-95 000) et la Suède (50 000-90 000) pour les principaux pays.
Cette même année, la population hivernale totale était estimée entre 1 570 000 et 2 140 000 individus, dont plus de 820 000 en Europe, où la France, le Royaume-Uni, l'Espagne et le Portugal sont les principaux sites d'hivernage. Grâce à des estimations révisées et mieux effectuées, la population européenne est estimée entre 1 890 000 et 2 600 000 individus en 2015 et entre 1 660 000 et 2 310 000 individus en 2020, date de la dernière estimation effectuée.

### Menaces
Le Pluvier doré est affecté par la modification de son habitat, qui peut être due à des changements dans les pratiques agricoles et d'élevage. Le reboisement dans l'Arctique transforme ses aires de reproduction, tandis que ses zones d'hivernage sont impactées par la diminution des prairies et le moindre intérêt alimentaire des cultures. On observe de fait de plus en plus de Pluviers dorés qui hivernent sur les côtes plutôt que dans les terres. Alors qu'il était jusqu'au début du XXe siècle un nicheur régulier en Allemagne, au Danemark, en Pologne ou en Belgique, il en est aujourd'hui absent. Les landes, prairies humides et tourbières nécessaires à sa nidification y ont été supprimées par l'afforestation, l'assèchement et la mise en culture. Le changement climatique réduit le succès reproducteur du Pluvier doré en faisant baisser le nombre de Tipula, et transforme certaines aires d'hivernage notamment avec l'avancée de la taïga. Le dérangement dû aux activités récréatives est également cité comme menace.

#### Chasse

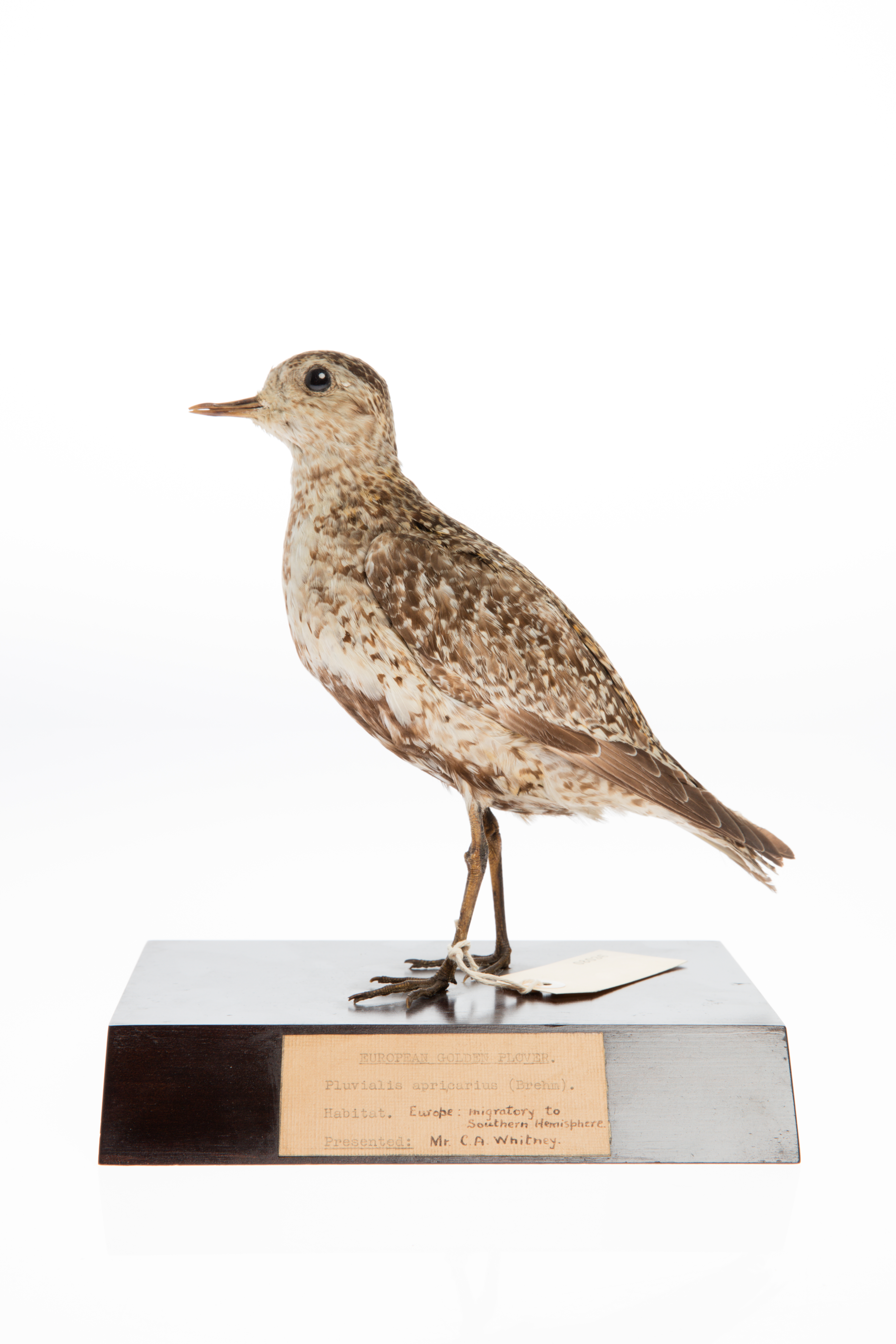
Un Pluvier doré empaillé.

Plusieurs pays d'Europe autorisent la chasse de cette espèce, avec un impact parfois important localement. En 1998-1999, on estime qu'environ 31 000 Pluviers dorés ont été abattus au Portugal et 63 000 individus en France, principalement sur la côte Atlantique, mais ce chiffre pourrait être surestimé,. Il y a néanmoins une diminution du nombre d'oiseaux abattus en France depuis les années 1980, avec environ 12 600 Pluviers dorés abattus en 2013-2014.
Le Pluvier doré est un gibier d'eau chassable sur tout le territoire français pendant l'ouverture générale de la chasse, voire plus tôt dans le domaine public maritime et quelques autres sites lorsque des arrêtés préfectoraux y autorisent la chasse en août. Dans les Ardennes, il était traditionnellement chassé aux pantes, un piège constitué de filets. En 2021, le Conseil d'État a finalement jugé cette chasse traditionnelle illégale au regard du droit européen sur la protection des oiseaux, suivant la Directive Oiseaux,.
En France, sa chasse est « durable et sans impact sur [son] état de conservation » d'après l'Office national de la chasse et de la faune sauvage (ONCFS), mais « présente la menace la plus évidente pour le Pluvier doré » d'après la Ligue pour la protection des oiseaux (LPO).

### Protection
Plusieurs mesures sont préconisées pour protéger le Pluvier doré. L'habitat propice à sa reproduction doit être préservé, en limitant le reboisement et en maintenant des zones ouvertes grâce au pâturage ou à l'écobuage. En migration et en hivernage, il faut assurer l'existence de prairies rases, de pâtures et de cultures diverses en mosaïque, ainsi que la limitation des pesticides pour permettre une alimentation abondante et variée en préservant insectes et vers. La chasse doit être surveillée en s'appuyant sur les données démographiques de l'espèce, et être interrompue lors des périodes de gel afin de permettre à l'espèce d'assurer ses effectifs.
Le Pluvier doré est inscrit sur plusieurs listes de protection :
- l'Article 1 de la directive Oiseaux (mais l'Annexe II/B le rend chassable en Belgique, au Danemark, en Grèce, en France, en Irlande, à Malte, aux Pays-Bas et au Portugal)[40] ;
- l'Annexe III de la convention de Berne ;
- l'Annexe II de la convention de Bonn ;
- la catégorie C1 de l'Accord sur la conservation des oiseaux d'eau migrateurs d'Afrique-Eurasie[41].

Il est considéré comme une espèce de préoccupation mineure par l'Union internationale pour la conservation de la nature,.
En France, plusieurs espaces protégés accueillent l'espèce : au sein du parc naturel régional du Marais poitevin, la réserve naturelle nationale du marais communal de Saint-Denis-du-Payré et la réserve naturelle nationale de la baie de l'Aiguillon, mais aussi la réserve naturelle nationale de Moëze-Oléron, la baie d'Audierne, la baie de Goulven.

## Dans la culture

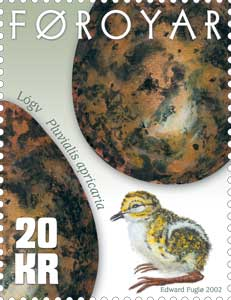
Timbre des Îles Féroé, 2002.

Pierre Belon cite cette espèce dans son Histoire de la nature des oyseaux, avec leurs descriptions et naïfs portraicts retirez du naturel publiée en 1555 : « l'on en apporte souvent des contrées de la Beausse et en si grande abondance, comme aussi des autres lieux labourables, que si on l'entreprendroit, on en trouveroit au marché à charger charrettes ».
En Islande, l'arrivée du Pluvier doré, appelé localement Heiðlóan, annonce traditionnellement le printemps. Il a été élu « Oiseau de l'année 2021 » lors de la première édition du concours organisé par Fuglavernd, la société islandaise de protection des oiseaux,. En 2002, le Pluvier doré représentait l'Islande lors du « BirdEurovision », un concours en ligne sur le principe de l'Eurovision de la chanson dans lequel les internautes européens votaient pour élire le meilleur chant d'oiseau. Le Pluvier doré a remporté le vote du public.
Le Pluvier doré est considéré comme étant à l'origine du Livre Guinness des records. Son créateur, Hugh Beaver, ayant manqué des Pluviers lors d'une partie de chasse, a cherché à savoir quel oiseau d'eau est le plus rapide. Deux frères, Ross et Borris McWhirter, ont trouvé la réponse. Impressionné par leur culture, Hugh Beaver leur a commandé la réalisation du premier Livre des records, publié en 1954.

### Philatélie
Le Pluvier doré figure sur les timbres de treize administrations postales différentes : République fédérale d'Allemagne (1976), Aurigny (2005), Belgique (2004), Îles Féroé (2002), Groenland (2023), Irlande (2019, 2022), Islande (1981), Jersey (1998), Lettonie (2015), Pays-Bas (2023), Saint-Pierre-et-Miquelon (1993), Sao Tomé-et-Principe (2015) et Viêt Nam (1995).